# Jorge Ortiz Sánchez
Jorge Ortiz Sánchez (Tarija, Bolivia; 26 de noviembre de 1956) es un actor de cine y poeta boliviano que trabaja en el campo de la actuación desde la década de 1980. Ha realizado numerosas películas en su país, entre ellas: Cuestión de fe, El día que murió el silencio, El atraco, Los Andes no creen en Dios, American Visa entre otras. 
Fue productor del film El juego de la Araña y la Mariposa, donde se hace alusión a la prostitución y al abuso sexual de padre a hija en Bolivia.
Entre sus obras en poesía está: Autorretrato Acodado.

## Biografía
Ortiz nació en la ciudad de Tarija, cuando tenía cuatro años de edad su familia se trasladó a la ciudad de La Paz, donde estudió en los colegios San Calixto y Domingo Savio. Tras recibir poco entusiasmo de su familia al plantear su deseo de dedicarse al arte, decidió estudiar arquitectura en la Universidad Mayor de San Andrés, donde tuyo entre sus compañeros a Roberto Valcárcel.

## Reconocimientos
- Semilla de cine (2015)[4][5]